# Tran-dynastie
De Tran-dynastie (Vietnamees: Nhà Trần, uitspraak: /cɜn21/) was een Vietnamese feodale dynastie. Deze begon in 1225 toen keizer Tran Thai Tong de troon besteeg na de macht aan de Ly-dynastie te hebben ontnomen en eindigde toen de vijfjarige keizer Tran Thieu De in 1400 gedwongen troonsafstand deed en de plaats liet aan Ho Quy Ly of Le Quy Ly (Lê Quý Ly) van de Ho-dynastie. Alles samen regeerde de Tran-dynastie 175 jaar.

## Geschiedenis
Sommige documenten zeggen dat de familie Tran stamt uit Fujian in China en dat ze op een dag naar de Vietnamese kuststreken in het zuiden zijn verhuisd. Toen de Ly-dynastie begon te verzwakken, stond Tran Ly (Trần Lý) aan het hoofd van de Tran-familie, maar het was Tran Thu Do die de familie groot maakte. De familie Ly was decadent geworden en de macht viel uiteindelijk in de handen van Tran Thu Do. Nadat de zevenjarige keizerin Ly Chieu Hoang troonsafstand deed voor haar zesjarige man Tran Canh (Trần Cảnh, later keizer Tran Thai Tong) begon de tijd waarin de Tran-familie de plak zwaaide.
In de 175 jaar die volgden regeerde de Tran-dynastie over het land Dai Viet (Đại Việt). Drie keer wisten ze zich te verdedigen tegen de Mongoolse invallen van de Yuan-dynastie. Maar vanaf Tran Du Tong begon de dynastie om verscheiden redenen te verzwakken, voornamelijk vanwege corruptie en de zwakte van het mandarijnensysteem. Uiteindelijk zette Ho Quy Ly de familie in 1400 af en kwam er een eind aan hun macht.

### Herkomst van de naam
De eerste machthebbers van de Tran-dynastie droegen vissennamen, vanwege hun afkomst als vissers. Oorspronkelijk heette de familie Chep (Chép) of in het Chinees 鯉 (Vietnamese uitspraak: Lý) wat "karper" betekent.

## Weerstand tegen de Mongools Yuan-dynastie

### Eerste keer in 1257-1258
In 1254 vielen de Mongoolse horden het koninkrijk Dali (nu Yunnan) binnen met de bedoeling daarna Vietnam binnen te vallen. In augustus 1257 werden mensen gestuurd om de Mongoolse legers om te onderhandelen. In september stuurde keizer Tran Thai Tong het leger onder leiding van Tran Hung Dao om de grenzen te bewaken. In oktober werd heel het land gemobiliseerd om wapens te smeden.
De 12de december vielen de Mongoolse legers onder leiding van generaal Uriyangqadai het Vietnamese Binh Le Nguyen (Bình Lệ Nguyên) aan. Keizer Thai Tong ging in hoogsteigen persoon het leger in de gevechten leiden. De Vietnamezen moesten aanvankelijk lichtjes terugtrekken. Raadgevers probeerden de keizers ervan te overtuigen zijn legers niet meer te leiden in de strijd. Le Tan (Lê Tần) raadde de keizer aan niet onmiddellijk alle troeven in te zetten maar eerder nu terug te trekken en later sterker te kunnen aanvallen.
Keizer Thai Tong trok het leger terug tot aan de Lo-rivier (sông Lô). Le Tan hield de zuidelijke zijde. De Mongolen kwamen van overal met al hun kracht en de Vietnamezen moesten zich weerom terugtrekken, dit keer tot aan de Thien Mac-rivier (sông Thiên Mạc). De keizer ging om raad vragen aan eerste minister Tran Thu Do en deze zei: "Mijn hoofd is er nog niet af, vrees niet majesteit."
In het begin van 1258 leidden keizer Thai Tong en kroonprins Thuyen (Thuyên, later keizer Tran Thanh Tong) hun legers tot in Dong Bo Dau (Đông Bộ Đâu) en ze versloegen de vijandelijke legers. De Mongolen vluchtten terug naar hun hoofdkamp waar ze opnieuw met een verrassingsaanval hadden af te reken. Weerom werden ze verslagen.
De Mongolen vluchtten en onderweg plunderden ze wat ze konden. Keizer Thai Tong gaf adellijke titels aan enkele generaals en Le Tan kreeg de naam Le Phu Tran (Lê Phụ Trần) en de hand van de vorige keizerin Ly Chieu Thanh.

### Tweede keer in 1284-1285
In 1282 leidde de Mongoolse Yuan-generaal Sogatu vijfduizend soldaten over zee van Kanton naar het koninkrijk Champa met de bedoeling Vietnam daarna vanuit het zuiden aan te vallen.
Keizer Tran Nhan Tong mobiliseerde het leger en verzamelde hij zijn generaals om strategische punten bespreken. Tran Khanh Du (Nhân Huệ Vương Trần Khánh Dư) en Tran Quang Khai (Trần Quang Khải) werden de bevelhebbers van het leger. Generaal Tran Quoc Toan (Hoài Văn Hầu Trần Quốc Toản), toen nog in zijn jonge jaren, werd niet in de besprekingen betrokken. Hij was razend, maar na te zijn gekalmeerd vertrok hij met meer dan duizend personen, bouwde hij een oorlogsschip met daarop de zes karakters "Phá cường địch, báo hoàng ân" ("Vernietig de vijand met kracht, bedank de keizer") en later hij deed mee in de gevechten waar hij veel overwinningen behaalde.
In 1283 stuurde de keizer een delegatie naar de Yuan-legers in het kamp van prins Ariq-Qaya in Ho Quang (Hồ Quảng). Later in het jaar ging hij in hoogsteigen persoon de manoeuvres van de marine leiden. Generaal Tran Quoc Tuan (Trần Quốc Tuấn, later Trần Hưng Đạo) werd bevelhebber van het gehele leger. Het jaar erna werd het leger verdeeld over het land en de vader van de keizer, Tran Thanh Tong, zond Tran Phu (Trần Phủ) nog naar de Yuans in de hoop om de vijandelijkheden te staken. Toen Tran Phu terugkeerde, meldde die dat het leger van prins Toghan naar Champa was vertrokken. Tran Thanh Tong verzamelde de oudsten van het land en vroeg ze wat er moest gebeuren. Ze zeiden: "vechten".
Uiteindelijk trokken de Mongolen Vietnam binnen. De Vietnamezen werden aanvankelijk onder de voet gelopen en ze moesten terugtrekken tot in Van Kiep (bến Vạn Kiếp). Van daaruit leidde generaal Trang Hung Dao de operaties een tijdlang. Na jarenlange oorlog rukten de Mongolen op tot bij Tay Ket (bến Tây Kết) in de huidige provincie Hung Yen. Daar werd weerom slag geleverd en beide legers bleken even sterk.
Vanaf dan begonnen de Vietnamezen meer en meer de overhand te krijgen. De Mongolen moesten zich terugtrekken tot achter de Lo-rivier (sông Lô). Bij Tay Ket werden de Mongoolse legers verslagen en generaal Sogatu werd onthoofd. Prins Omar slaagde erin te vluchten, ondanks de achtervolging van de Vietnamese keizer. De legers van prins Toghan werden verslagen door generaal Tran Hung Dao te Van Kiep. De Mongolen vluchtten het land uit en keerde terug naar China.

### Derde keer van 1287 tot 1288
In 1286 stuurde de Mongoolse keizer Koeblai Khan opnieuw een leger van 500 000 manschappen naar het zuiden, bijgestaan door 300 oorlogsschepen, onder leiding van prins Toghan, bijgestaan door prins Omar en Auruyvci. De Vietnamese keizer mobiliseerde het leger weer.
In het begin van 1287 kwam het Mongools-Chinese leger aan in het zuiden. Bij het eerste treffen gebruikten de Tran-legers vergiftigde pijlen en de Mongolen moesten terugtrekken. Enkele dagen later kwam het tot een slag tussen de vloten van beide partijen en weerom moesten de Mongolen het onderspit delven.
Een tiental maand later werd er weer volop gevochten. Elke partij behaalde enkele overwinningen, maar op een gegeven ogenblik wisten de Vietnamezen heel wat krijgsgevangenen te maken op de Mongolen. De Vietnamese keizer gebruikte dit bij onderhandelingen met zijn tegenstanders en hij liet de gevangenen vrij in ruil voor een snelle aftocht van de Mongolen.
De maand erna vier prins Omar het paleis van Long Hung (phủ Long Hưng) aan. De Tran-legers kwamen samen bij de zee van Dai Bang (biển Đại Bàng) en in de veldslag die volgde kreeg de Mongoolse vloot zware klappen. Een maand of wat later kwamen de Mongoolse troepen samen bij de Bach Dang rivier (sông Bạch Đằng) waar ze hadden afgesproken met dat deel van hun vloot dat hen proviand zou brengen. Die kwam echter niet.
De vloot met proviand was namelijk op een Vietnamees leger gebotst. De Vietnamezen deden alsof ze aan het verliezen waren en ze vluchtten. De Mongolen achtervolgden hen, maar ze liepen in een val die de Vietnamezen hen hadden gespannen: ze hadden spaken in de rivierbodem geslagen en ze hadden gewacht op een hoge waterstand om de Mongolen weg te lokken. Tegen dat de Mongoolse schepen op de bewuste plek waren, daalde het waterpeil en de schepen kwamen vast te zitten op de spaken. Generaal Auruyvci werd levend gevangengenomen. De vloot werd verpletterend verslagen.
De Mongoolse landtroepen gaven het wachten op en keerden terug. De Vietnamezen hadden ondertussen een nieuwe hinderlaag gelegd een weer werden de Mongolen verslagen. Omar werd gevangengenomen, Toghan wist met een deel van het leger te vluchten.

### Einde van de oorlog
Na deze derde nederlaag wilde Koeblai Khan nog steeds niet opgeven. In de jaren die volgden, maakte hij veel plannen, maar het juiste moment wilde niet komen. Hij begon enkele keren, maar dan stierf zijn opperbevelhebber, dan stierf weer een andere hoge generaal. Tot in 1294 deed hij pogingen voor een nieuwe invasie, maar uiteindelijk stierf hij en zijn kleinzoon Chengzong, die hem opvolgde, was niet geïnteresseerd in verdere verovering van Vietnam.

## Verwezenlijkingen en verdiensten
De Tran-keizers voerden hervormingen door op heel wat vlakken.
- Het land werd administratief onderverdeeld in 12 lộ's.
- Aanvankelijk mochten enkel leden van de keizerlijke familie hoge posten bekleden, maar vanaf keizer Tran Anh Tong werden kunde en talent de enige vereisten.
- Keizer Tran Thai Tong beval dat er dijken moesten worden gebouwd tegen de overstromingen. Elk jaar na het seizoen van de overstromingen werd het leger ingeschakeld om de dijken weer af te breken of om geulen te graven zodat het water door kan.
- Er waren twee soorten belastingen: de ene werd betaald in geld, de andere in ruwe rijst, afhankelijk van hoeveel velden men heeft. Daarnaast waren er ook nog belastingen op huwelijken, groenten, garnalen en vis enzovoort.
- Het geld werd hersmolten en kreeg het zegel van de keizer.

Het was tijdens de tijd van de Trans dat het chu nom populair werd, voornamelijk onder de impuls van Han Thuyen (Hàn Thuyên of ook Nguyễn Thuyên). Tijdens de regeerperiode van de Tran-dynastie was de belangrijkste godsdienst het Boeddhisme. De Trans waren vroom Boeddhisten en ze lieten heel wat tempels bouwen. Het Taoïsme bleef echter een belangrijke godsdienst bij het gewone volk.

### Buitenlandse politiek
Naast de oorlogen tegen de Chinese Mongolen van Koebilai Khan kende Vietnam in die tijd heel wat strubbelingen met buurland Laos. Het Laotiaanse leger kwam geregeld de grens over om te plunderen. Vooral de provincies Nghe An en Thanh Hoa werden vaak getroffen. De Tran-keizers gingen vaak in hoogsteigen persoon hun troepen aanvoeren om de plunderaars terug te drijven.
Wat het koninkrijk Champa betreft, werd de begintijd van de Trans gekenmerkt door een goede verstandhouding waarbij Champa schatplicht betaalde aan Vietnam, zoals dat ervoor al was geweest. Op een gegeven ogenblik wilde koning Jaya Sinhavarman III trouwen met prinses Huyen Tran, de dochter van de Vietnamese keizer Tran Nhan Tong. Uiteindelijk gaf de keizer de hand van zijn dochter in ruil voor twee Champaanse provincies. Koning Jaya Sinhavarman III stierf het jaar erna en de Vietnamees Tran Khac Chung (Trần Khắc Chung) redde Huyen Tran van het Champaanse gebruik om de echtgenotes mee te cremeren.
De nieuwe koning eiste de twee provincies terug. Toen de Vietnamezen zich niet schikten, zette hij zijn eisen met militaire macht kracht bij. Keizer Tran Anh Ton stuurde een strafexpeditie.
Tijdens keizer Tran Du Tong was er in Champa ruzie over de troonopvolging en de Vietnamese keizer kwam tussenbeide. Hij werd echter tweemaal verslagen. De macht van de Tran-dynastie was toen aan het afnemen en Champa slaagde erin de Vietnamese hoofdstad Thang Long (nu Hanoi) in te nemen en te plunderen. Daarna keerden ze echter weer huiswaarts. Uiteindelijk werden ze in 1390 verslagen door de jonge generaal Tran Khat Chan (Trần Khát Chân). Daarna heeft Champa Vietnam nooit meer aangevallen.

## Einde
Het huis van de Trans kende een lange glorietijd, met als hoogtepunten het verslaan van de Mongolen en de Champanen. Maar vanaf de dood van Tran Minh Tong ging het achteruit. Keizer Tran Du Tong gaf zich volledig over aan de plezieren des vlezes zodat het huis decadent werd en uiteindelijk de troon verloor.
Niet alleen verwaarloosde keizer Tran Du Tong de politiek, maar hij liet ook nog een groot paleis bouwen. Hiervoor trok hij personenbelastingen omhoog, wat het volk verarmde en hem niet in dank werd afgenomen. Overal in het land rezen opstanden en aan het hof traden de minder goedwillige mensen naar de voorgrond.
In 1369 kwam Du Tong aan zijn eind en een zoon, Nhat Le (Nhật Lễ) kwam op de troon. Volgens de geschiedschrijving was Nhat Le niet de zoon van zijn vader, maar was hij verwekt door de acteur Duong Khuong (Dương Khương) voordat zijn moeder met keizer Du Tong trouwde. Hierom wordt hij steeds Duong Nhat Le genoemd. Keizer Nhat Le verwaarloosde eveneens de politiek en hield zich meer bezig met het najagen van vrouwen, met hele dagen te snoeven en naar zangconcerten te luisteren. Op een dag vermoordde Nhat Le de keizerin-moeder om zij er spijt van had dat hij op de troon zat. De familie Tran kwam eind 1370 samen om een complet tegen hem te smeden om hem af te zetten en te doden. Uiteindelijk werd Phu (Phủ) de nieuwe keizer Tran Nghe Tong.
Twee jaar later trad Nghe Tong af ten voordele van zijn jongere broer Tran Kinh (Trần Kinh) die regeerde als Tran Due Tong. Due Tong sneuvelde in Champa en Nghe Tong plaatste diens kind op de troon als Tran Phe De. Nghe Tong bleef alle dagelijkse beslissingen nemen, maar begon steeds meer te vertrouwen op Le Quy Ly (Lê Quý Ly, ook wel Ho Quy Ly). Quy Ly maakte daar misbruik van om heel wat trouwe hovelingen te laten ombrengen. Hij slaagde er zelfs in de keizer in ongenade te laten vallen ("Een eigen kind zou op de troon moeten zitten, geen neefje.") Due Tong werd afgezet en vervangen door een kind van Nghe Tong zelf, namelijk keizer Tran Thuan Tong, een schoonzoon van Quy Ly. Deze had echter niet meer macht dan zijn voorganger.
Door al die machinaties was het hof en het hele land verdeeld geworden. Met de dag mat Ho Quy Ly zich meer macht aan en ontzag hij minder. In 1394 stierf keizer-vader Nghe Tong en Quy Ly trok alle macht naar zich toe. Hij stuurde mensen naar Thanh Hoa om daar een nieuwe hoofdstad, Tay Do (Tây Đô, "Hoofdstad van het Westen"), te bouwen. Toen die klaar was, dwong hij keizer Thuan Tong het hof naar ginder te verhuizen en vervolgens liet hij Thuan Tong troonsafstand doen voor diens driejarige zoon Tran Thieu De. Ho Quy Ly werd regent en liet Thuan Tong ombrengen. Vervolgens begon hij met een complot om zelf keizer te worden.
Heel wat hovelingen begonnen een tegenoffensief in de vorm van een geheim genootschap dat als doel had Quy Ly van zijn plaats te duwen. Hun plannen werden echter ontdekt en ze werden gevangengenomen en zo'n 370 personen werden gedood. In 1400 zette Quy Ly keizer Thieu De af en riep hij zichzelf tot keizer uit. Dat was het einde van Tran- en het begin van de Ho-dynastie.